# Tritongo
Tritongo (do grego: τρίφθογγος, "triphthongos", literalmente "com três sons," ou "com três tons") é o nome que se dá à combinação de um som semivocálico, um som vocálico e um som semivocálico emitidos num só esforço de voz. Os tritongos dividem-se em orais e nasais.

## Orais
Dá-se o nome de tritongo oral aquele no qual não possui nenhum fonema nasal.
Exemplo:
- Uruguai /Uru "guai"
- Paraguai /Para "guai"

## Nasais
Dá-se o nome de tritongo nasal aquele no qual apresenta algum fonema nasal.
Exemplo:
- Saguão /Sa "guão"
- Escorpião